# (7535) 1995 WU2
1995 دابليو يو 2 (ويعرف أيضًا باسم (7535) 1995 دابليو يو 2 وفق تسمية الكوكب الصغير) (بالإنجليزية: 1995 WU2)‏ هو كويكب ضمن حزام الكويكبات؛ وترتيبه 7535 من حيث الاكتشاف.
اكتُشف هذا الجُرم الفلكي بواسطة هيروشي كانيدا في 16 نوفمبر 1995.

## وصلات خارجية
- (7535) 1995 WU2 في قاعدة بيانات مختبر الدفع النفاث لأجرام النظام الشمسي الصغيرة

- الاكتشاف · مخطط المدار ·  العناصر المدارية · المعلمات المادية

- (7535) 1995 WU2 على موقع ويكي سكاي: DSS2, SDSS, GALEX, IRAS, Hydrogen α, X-Ray, Astrophoto, Sky Map, Articles and images